# Spermophilopsis leptodactylus
Genre
Espèce
Statut de conservation UICN

 LC  : Préoccupation mineure
Spermophilopsis leptodactylus est une espèce de mammifères rongeurs de la famille des Sciuridae (écureuils). Il s'agit de la seule espèce du genre Spermophilopsis.

## Liste des sous-espèces
Selon Mammal Species of the World (version 3, 2005)  (2 juin 2016) et ITIS (2 juin 2016) :
- sous-espèce Spermophilopsis leptodactylus bactrianus
- sous-espèce Spermophilopsis leptodactylus heptopotamicus
- sous-espèce Spermophilopsis leptodactylus leptodactylus

### Pour l'espèce
- (en) Mammal Species of the World (3e  éd., 2005) :  Spermophilopsis leptodactylus   Lichtenstein, 1823
- (en) Tree of Life Web Project : Spermophilopsis leptodactylus
- (fr + en) ITIS : Spermophilopsis leptodactylus  (Lichtenstein, 1823)
- (en) Animal Diversity Web : Spermophilopsis leptodactylus
- (en) NCBI : Spermophilopsis leptodactylus (taxons inclus)
- (en) UICN : espèce Spermophilopsis leptodactylus (Lichtenstein, 1823) (consulté le 2 juin 2015)

### Pour le genre
- (en) Mammal Species of the World (3e  éd., 2005) :  Spermophilopsis   Blasius, 1884
- (en) Tree of Life Web Project : Spermophilopsis
- (en) Catalogue of Life : Spermophilopsis Blasius, 1884 (consulté le 11 décembre 2020)
- (en) Paleobiology Database : Spermophilopsis  Blasius 1884
- (fr + en) ITIS : Spermophilopsis  Blasius, 1884
- (en) Animal Diversity Web : Spermophilopsis
- (en) NCBI : Spermophilopsis (taxons inclus)
- (en) UICN : taxon  Spermophilopsis  (consulté le 7 janvier 2023)